# Gabriele Pontangeli
Gabriele Pontangeli (falecido em 1478) foi um prelado católico romano que serviu como bispo de Lettere-Gragnano (1455–1478).

## Biografia
No dia 30 de janeiro de 1455, Gabriele Pontangeli foi nomeado durante o papado de Nicolau V como Bispo de Lettere-Gragnano. Serviu como Bispo de Lettere-Gragnano até à sua morte em 1478.